# بيت الحنقصي (النادرة)

تعديل مصدري - تعديل

بيت الحنقصي محلة تابعة لقرية الصرم، التابعة لعزلة الفجرة بمديرية النادرة إحدى مديريات محافظة إب في الجمهورية اليمنية، بلغ تعداد سكانها 33 حسب تعداد اليمن لعام 2004.